# طأطأ وريكا وكاظم بيه (فلم)
طأطأ وريكا وكاظم بيه هو فيلم كوميدي مصري من إخراج شريف شعبان وبطولة كمال الشناوي، جالا فهمي، نجاح الموجي، كامل الشريف، ياسمين وغادة إبراهيم، صدر الفيلم في 2 مارس 1995. الموافق لعيد الفطر 1415 هـ.

## نبذة
(كاظم) بيه يتخذ من النصب والاحتيال على السيدات الأثرياء مورد للزرق حتى أصبح من الأغنياء، تجمعه الصدفة بالنصاب الظريف (طأطأ)، وحتى لا تتعارض مصالحهما، يقرران التعاون للعمل سويًا ويحاولان النصب على (ريكا) ذات المظهر الثري ويتنافسان لنسج مشاعر الحب عليها لإبتزاز أموالها.

## طاقم العمل
- كمال الشناوي بدور كاظم عبد النعيم / كاظم بيه
- جالا فهمي بدور كاريمان / ريكا
- نجاح الموجي بدور طارق أبو المجد/ طأطأ
- كامل الشريف بدور نصحي
- ياسمين بدور حكمت بختيارى
- غادة إبراهيم بدور ملك

## وصلات خارجية
- مقالات تستعمل روابط فنية بلا صلة مع ويكي بيانات